# Leaves of Yesteryear
Leaves of Yesteryear è un album in studio del gruppo musicale progressive metal Green Carnation, pubblicato l'8 maggio del 2020.

## Tracce
1. Leaves of Yesteryear – 8:03
2. Sentinels – 5:42
3. My Dark Reflections of Life and Death – 15:36
4. Hounds – 10:10
5. Solitude (Black Sabbath cover) – 5:05

## Formazione
- Kjetil Nordhus – voce
- Terje Vik Schei (alias Tchort) – chitarra
- Bjørn Harstad - chitarra
- Stein Roger Sordal – basso
- Kenneth Silden – tastiera
- Jonathan A. Perez – batteria